# Centaur (Schiff, 1924)
Die AHS Centaur (Australian Hospital Ship Centaur) war ein australisches Hospitalschiff, das am 14. Mai 1943 vor der Küste des australischen Bundesstaates Queensland von dem japanischen U-Boot I-177 durch einen einzigen Torpedo versenkt wurde. Von den 332 Besatzungsmitgliedern, Militärangehörigen, Ärzten und Krankenschwestern kamen 268 ums Leben. Die 64 Überlebenden mussten 36 Stunden auf Rettung warten. Die Versenkung sorgte für einen öffentlichen und politischen Aufschrei und wurde als Kriegsverbrechen angesehen, da das Schiff gemäß der Haager Friedenskonferenzen unverkennbar als Hospitalschiff gekennzeichnet war.
Die Regierungen Australiens und Großbritanniens richteten Proteste an die japanische Regierung und forderten die Verurteilung der Verantwortlichen. Japan wies jedoch jede Verantwortung von sich; der Fall wurde 1948 ohne jegliche Verurteilung geschlossen. Das U-Boot, das die Centaur versenkt hatte, konnte erst nach vielen Kontroversen in den 1970er Jahren identifiziert werden. Das Wrack des Schiffs wurde erst im Dezember 2009 gefunden.

## Bau und frühe Jahre als Handelsschiff

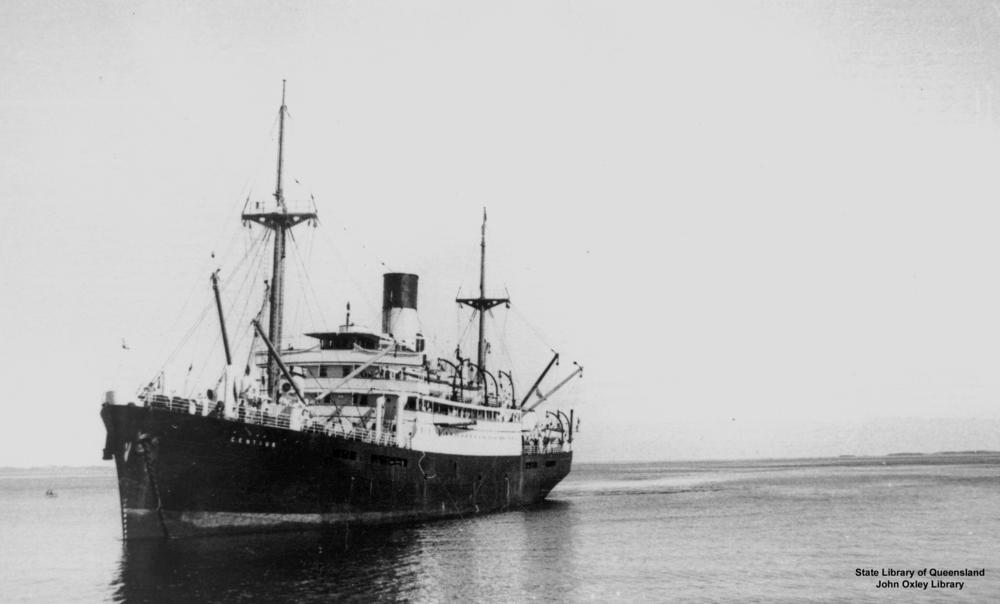
Die Centaur während ihrer Zeit als Handelsschiff

Die Centaur wurde von der britischen Reederei Blue Funnel Line mit Sitz in Liverpool in Auftrag gegeben, um den veralteten Dampfer Charon aus dem Jahr 1903 auf der Route Australien–Singapur zu ersetzen. Das Schiff sollte für den Transport von Fracht und Vieh, aber auch von Passagieren geeignet sein und musste zudem auf flachen Sand- und Schlammbänken sitzen können, da die Gewässer am nordwestlichen Ende von Western Australia aufgrund der Gezeiten um bis zu acht Meter schwanken konnten.
Mit dem Bau wurde die Werft Scotts Shipbuilding and Engineering Company im schottischen Greenock beauftragt, wo das 3222 BRT große Motorschiff am 16. November 1923 auf Kiel gelegt wurde und am 5. Juni 1924 vom Stapel lief. Die Baukosten beliefen sich auf insgesamt 146.750 Pfund Sterling (nach damaligem Geldwert). Das Schiff, das nach dem Kentaur, einer Figur aus der griechischen Mythologie, benannt wurde, war 96,22 Meter lang, 14,69 Meter breit und hatte einen maximalen Tiefgang von 6,55 Metern. Es wurde mit einem sechszylindrigen Dieselmotor des dänischen Schiffbauunternehmens Burmeister & Wain angetrieben, der auf einen Einzelpropeller wirkte und 355 nominale Pferdestärken leistete. Sie war eines der ersten zivilen Schiffe, das mit einem Dieselmotor ausgestattet wurde. Die Höchstgeschwindigkeit lag bei 14 Knoten. Das Schiff war ein Turmdecker, ein Schiffstyp, bei dem die unteren Decks breiter sind als die höheren. Besonders auffällig war auch der elf Meter hohe Schornstein.
Die Centaur wurde als kombiniertes Passagier- und Frachtschiff für den Australien- und Asien-Service der Reederei gebaut. Sie konnte 72 Passagiere befördern, davon 50 in der Ersten Klasse und 22 in der Zweiten Klasse, sowie 450 Rinder transportieren und hatte daneben vier Frachträume für die Ladung. Die Crew bestand aus 39 Offizieren und 29 unteren Rängen. Die Übergabe an die Blue Funnel Line erfolgte am 10. August 1924 und die endgültige Fertigstellung am 29. August 1924. Die Centaur war in Liverpool registriert und fuhr unter britischer Flagge, aber ihr tatsächlicher Heimathafen war Fremantle in Australien.
Als die Centaur Ende 1924 ihren Dienst auf der Route Fremantle–Java–Singapur aufnahm, betrieb die Blue Funnel Line noch zwei andere Schiffe auf dieser Strecke, die Gorgon und die Charon, welche durch die Centaur ersetzt wurde. Auf der Überfahrt von Fremantle nach Singapur lief das Schiff unter anderem Häfen in der Bali-Straße sowie Surabaya, Semarang und Batavia an, wobei die Zwischenstopps variierten. Von 1928 bis in die 1930er Jahre hinein war sie das einzige Schiff der Blue Funnel Line auf der Route, aber der zunehmende Handel brachte die Reederei dazu, die Gorgon wieder in Dienst zu stellen. 1936 kam zudem ein neues Schiff namens Charon hinzu. 1938 kam die Centaur dem japanischen Walfänger Kyo Maru (385 t) zu Hilfe, der auf der Rückreise von der Antarktis ein Problem mit den Kesseln bekommen und per Funk um Hilfe gebeten hatte. Die Centaur empfing diesen Notruf und schleppte das Schiff nach Geraldton an der Westküste von Western Australia.

## Zweiter Weltkrieg
Als Schiff der britischen Handelsmarine war die Centaur von den 1939 in Kraft getretenen Regelungen des britischen Parlaments in Bezug auf den Einzug von Handelsschiffen für den Kriegsdienst betroffen. Nach Ausbruch des Zweiten Weltkriegs wurde die Centaur am 3. September 1939 zu ihrer Verteidigung mit einem 100-mm-Schiffsgeschütz, zwei Vickers-Maschinengewehren (je eines pro Brückennock), zwei Paravane genannten Minenabweisern sowie Vorrichtungen zur Entmagnetisierung, um das Schiff für Magnetminen und Torpedos schwerer auffindbar zu machen, ausgerüstet.

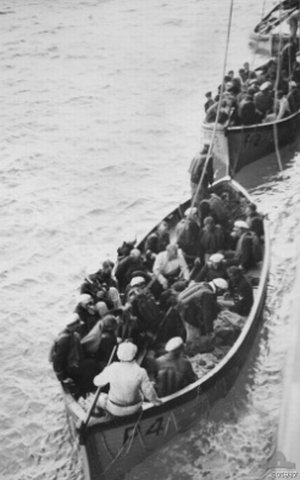
Seeleute der Kormoran in den Rettungsbooten P2 und P4 der Centaur

Im Dezember 1939 wurden in Hongkong Sanierungsarbeiten durchgeführt, wobei ein neuer Propeller installiert und der Dieselmotor mit Technik zur Motoraufladung versehen wurde. Diese Technik zur Erhöhung des Wirkungsgrades des Motors fiel im April 1942 aus und konnte nicht ersetzt werden, da es kriegsbedingt zu Materialknappheit und stets ausgebuchten Werftkapazitäten kam. Nach diesen Veränderungen blieb das Schiff zunächst weiterhin auf seiner bisherigen Route.
Am 19. November 1941 kam es an der Nordwestküste Australiens zu einem Seegefecht zwischen dem australischen Leichten Kreuzer HMAS Sydney und dem deutschen Hilfskreuzer Kormoran. Während 316 der 397 Männer der Kormoran überlebten, sank die HMAS Sydney mit allen 645 Menschen an Bord. Als die Sydney nicht in Fremantle einlief, begann die Suche nach dem Schiff.
Am 26. November entdeckte ein Flugzeug ein beschädigtes Rettungsboot, das 62 Angehörige der Kriegsmarine an Bord hatte. Das Flugzeug dirigierte die Centaur zum Fundort. Zunächst wurden Lebensmittel in das Boot hinunter gelassen und einer der Männer wurde an Bord genommen, um Meldung zu machen. Er gab sich zunächst als norwegischer Handelsoffizier aus, gestand aber bald, der Erste Offizier der Kormoran zu sein, die sieben Tage zuvor im Kampf mit der Sydney untergegangen war. Kapitän Dark von der Centaur fürchtete die Kaperung seines Schiffs durch die Deutschen, wollte die Schiffbrüchigen jedoch nicht ihrem Schicksal überlassen. Er erlaubte neun verletzten Männern, an Bord der Centaur zu kommen und nahm das Boot anschließend in Schlepp.
Während der Fahrt nach Carnarvon wurde das Rettungsboot jedoch überschwemmt, sodass die Männer von der Kormoran, darunter der Kommandant des Schiffs, Theodor Detmers, von zwei Booten der Centaur an Bord geholt wurden. In Carnarvon wurden sie mit anderen Überlebenden der Kormoran zusammengeführt, die von anderen Schiffen aufgenommen worden waren. Die Centaur brachte sie geschlossen nach Fremantle.
Nach dem Angriff auf Pearl Harbor und dem Beginn der japanischen Invasion der Malaiischen Halbinsel am 7. Dezember 1941 wurde die Route der Centaur nach Broome im Norden Western Australias umgelegt. Ab dem 6. Oktober 1942 wurde sie nach Queensland beordert, von wo aus sie zwischen dem Osten Australiens und Neuguinea pendelte. Dabei transportierte sie Kriegsmaterial.

## Australisches Hospitalschiff
Nach dem Eintritt Japans in den Zweiten Weltkrieg wurde es offensichtlich, dass die drei Hospitalschiffe, die bereits im Dienst Australiens standen – die Manunda (ex-Adelaide Steamship Company), die Wanganella (ex-Huddart Parker Ltd.) und die Oranje (ex-Netherland Line) – nicht für den Verkehr in den flachen Gewässern Südostasiens geeignet waren. Von den Schiffen der australischen Handelsmarine (Australian Merchant Navy) erwies sich kein Schiff als zweckdienlich, daher wurde beim britischen Ministry of War Transport (MoWT) nachgefragt. So kam es, dass die Centaur am 4. Januar 1943 der australischen Regierung zur Verfügung gestellt wurde.
Die Umbauarbeiten vom Handels- zum Hospitalschiff begannen bereits am 9. Januar 1943. Gemäß Abschnitt 10, Artikel 5 der Haager Friedenskonferenz von 1907 wurde die Centaur in den festgelegten Farben für ein Hospitalschiff gestrichen. Dazu gehörten weiße Decksaufbauten, ein weißer Rumpf mit einem grünen Längsstreifen und rote Kreuze, die von beiden Seiten als auch von oben gesehen werden konnten. Auch die Identifikationsnummer 47 wurde aufgemalt. Nachts wurden die Markierungen zur besseren Erkennung beleuchtet. Außerdem wurde die Bewaffnung, die 1939 installiert worden war, wieder demontiert. Die Umwandlung des Schiffs und die Identifikationsdaten wurden am 5. Februar 1943 an das Rote Kreuz übermittelt, die dies wiederum unmittelbar an Japan weitergaben. Die Informationen wurden außerdem durch die Presse bekannt gemacht.
Am 1. März 1943 trat das Schiff offiziell als AHS (Australian Hospital Ship) Centaur in Dienst und am 12. März wurden Probefahrten durchgeführt, bei denen die Eignung des Schiffs geprüft wurde. Nach der ersten Fahrt von Melbourne nach Sydney stellten der Kapitän, der Leitende Offizier und der Chief Medical Officer eine Mängelliste zusammen. Nach den entsprechenden Ausbesserungen unternahm die Centaur eine weitere Testfahrt von Townsville nach Brisbane und beförderte dabei erstmals verwundete Soldaten. Nachdem sich das Schiff nun als tauglich für seinen neuen Einsatzzweck erwiesen hatte, wurde die Centaur damit beauftragt, am 21. März medizinisches Personal von Sydney nach Port Moresby (Papua-Neuguinea) zu bringen und auf der Rückfahrt verwundete australische und amerikanische Soldaten sowie einige japanische Kriegsgefangene zu transportieren.

## Die letzte Fahrt

### Beginn der Reise in Sydney
Nach der Rückkehr von der ersten Fahrt nach Sydney am 8. Mai 1943 wurde die Centaur nach Darling Harbour geschickt. Dort lief sie am Mittwoch, dem 12. Mai 1943 um 10:44 Uhr unter dem Kommando des 53-jährigen Kapitäns George Alexander Murray zu ihrer zweiten Fahrt nach Port Moresby aus. An Bord waren 332 Menschen: 75 Besatzungsmitglieder, acht Army-Offiziere, 46 untere Army-Ränge, 192 australische Soldaten der 2/12th Field Ambulance, der Torres-Straßen-Lotse Richard Mumford Salt sowie zwölf australische Krankenschwestern des Australian Army Nursing Service (AANS) unter der Leitung der 39-jährigen Oberschwester Sarah Anne Jewell. Während das männliche Army-Personal direkt der Centaur zugeteilt worden war, kam der Großteil der Krankenschwestern von der Oranje.
Bei der Beladung des Schiffs kam es zu einem Zwischenfall, als die Krankenwagenfahrer der Field Ambulance ihre persönlichen Waffen und Munition an Bord bringen wollten. Sie stießen auf Widerstand durch Kapitän Murray und den Chief Medical Officer und erregten Besorgnis unter Besatzung und Hafenarbeitern, dass die Centaur möglicherweise Militärgüter wie Waffen nach Neuguinea bringen würde. Waffen waren nach Artikel 8 der Haager Friedenskonferenz an Bord nur erlaubt, wenn dem Kapitän offiziell bestätigt wurde, dass sie nur zur „Aufrechterhaltung der Ordnung und Verteidigung der Verwundeten“ verwendet wurden. Die übrige Ladung des Schiffs wurde auf der Suche nach weiterer Bewaffnung durchsucht, aber es wurde nichts gefunden.
Die Centaur verließ Sydney ohne jegliche Bewaffnung, ohne Geleitschutz und ohne kampffähige Truppen an Bord. Erster Zwischenstopp der Reise sollte Cairns im Norden von Queensland sein. Nachts wurde die äußere Lackierung angestrahlt, damit das Schiff unmissverständlich als Hospitalschiff zu erkennen war.

### Versenkung
Zwei Tage nach dem Auslaufen, am Freitag, dem 14. Mai 1943 wurde die Centaur gegen 04:10 Uhr morgens auf der Position 25°17'S 154°05'E von einem ungesichteten U-Boot torpediert. Die meisten Menschen an Bord schliefen zu dieser Zeit noch. Der Torpedo traf die Öltanks an der Backbordseite etwa zwei Meter unterhalb der Wasserlinie und riss ein acht bis zehn Meter breites Loch in die Schiffshülle. Die Explosion setzte das Öl in Brand und ließ das Schiff von der Kommandobrücke bis zum Heck in Flammen aufgehen. Die Brücke kollabierte und der Schornstein stürzte auf das Deck.

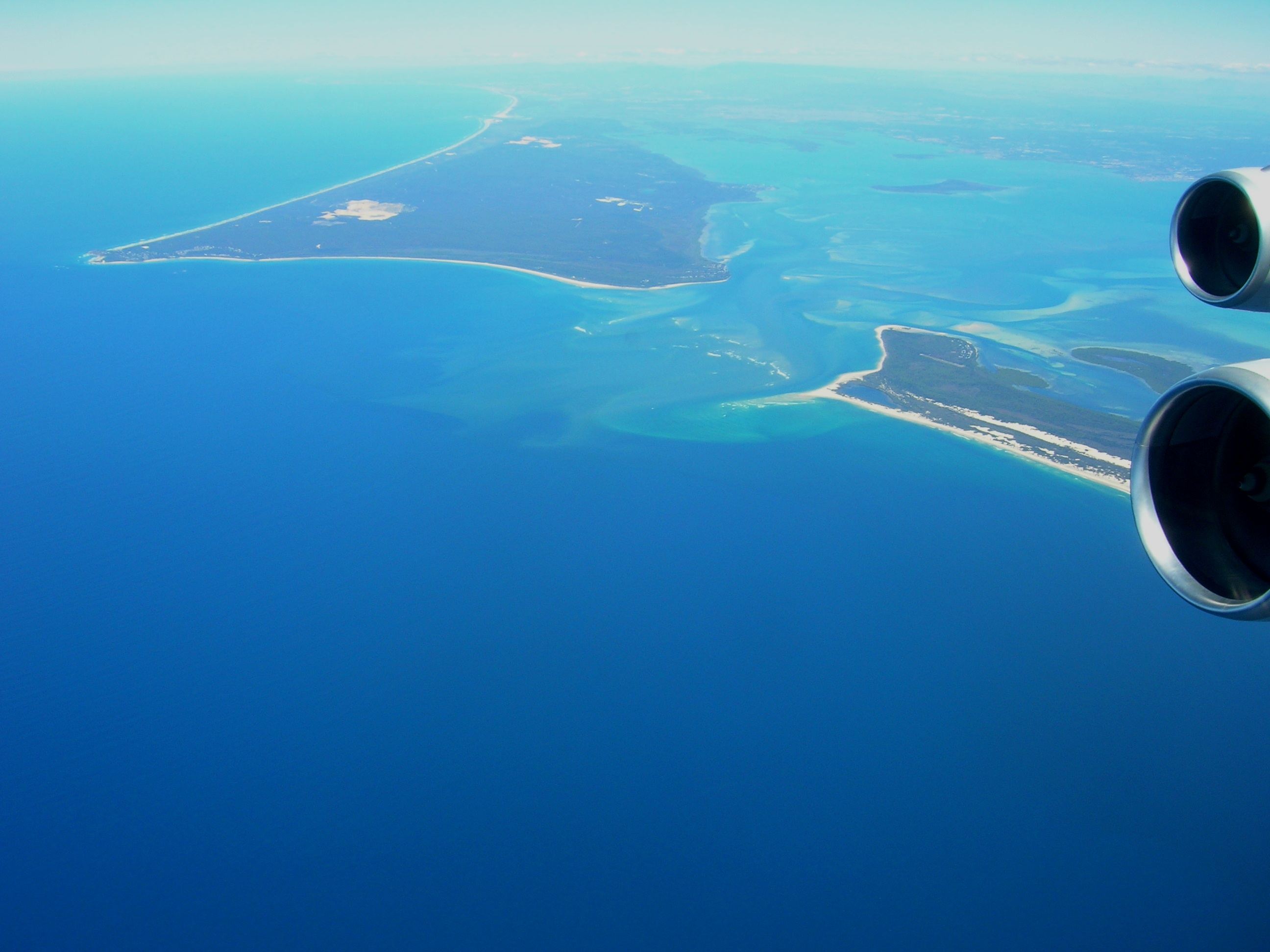
Die Centaur sank etwa 24 Meilen vor North Stradbroke Island

Viele der Menschen an Bord kamen direkt durch die Explosion und den sich unkontrollierbar ausbreitenden Brand ums Leben. Andere konnten wegen der schnell zunehmenden Schräglage und der einströmenden Wassermassen nicht an Deck gelangen und ertranken in ihren Kabinen. Wieder andere, die es von Bord schafften, erlagen ihren Verletzungen oder ertranken, weil sie nichts zum Festklammern fanden. Der Sog des sinkenden Schiffs zog viele Menschen nach unten. Die Überlebenden berichteten auch von Haiangriffen und dass sich die Tiere nicht scheuten durch Öl zu schwimmen.
Die Centaur entwickelte eine schwere Schlagseite nach Backbord, kenterte schließlich und sank nur drei Minuten nach dem Torpedotreffer mit dem Bug voran in etwa 2.000 Meter tiefem Wasser. In der kurzen Zeit konnten keine Rettungsboote ausgesetzt und keine Notrufe abgesetzt werden. Durch den Untergang wurden jedoch zwei Rettungsboote und mehrere Flöße losgerissen und schwammen auf dem Wasser. Der Angriff ereignete sich etwa 24 Seemeilen ostnordöstlich der Landzunge Point Lookout auf der Insel North Stradbroke Island an der Küste von Queensland.
268 Menschen kamen durch die Versenkung ums Leben, darunter Kapitän Murray, 44 weitere Besatzungsmitglieder, alle acht Army-Offiziere, 45 der 46 anderen Army-Ränge, 160 australische Soldaten und elf der zwölf Krankenschwestern.

### Rettung der Überlebenden

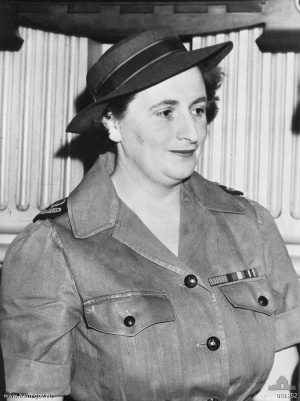
Ellen Savage, die einzige weibliche Überlebende

64 Menschen überlebten die Versenkung. Zahlreiche trugen Verbrennungen, Knochenbrüche und andere Verletzungen davon. Sie brachten 36 Stunden im Wasser zu und hielten sich dabei an Fässern, Wrackteilen und beschädigten Flößen fest. Eines der Flöße hatte Proviant und Wasser an Bord, was beides streng rationiert wurde. Während der Zeit im Wasser wurden sie durch die Strömung etwa 20 Seemeilen in nordöstlicher Richtung von der Untergangsstelle weggetrieben und drifteten etwa zwei Seemeilen auseinander. Die Überlebenden sahen nacheinander mindestens vier Schiffe, deren Aufmerksamkeit sie aber trotz Signalraketen nicht erregen konnten. Auch die Geräusche von Flugzeugen konnten sie wahrnehmen.
Am Morgen des 15. Mai 1943 lief in Brisbane der amerikanische Zerstörer USS Mugford aus, um den 11.063 Tonnen großen neuseeländischen Frachter Sussex auf dessen Fahrt nach Tasmanien zu eskortieren. Gegen 14:00 Uhr nachmittags sichtete ein Ausguck an Bord der Mugford etwas am Horizont. Zur selben Zeit wurde dasselbe Objekt von einer Avro Anson der No. 71 Squadron der Royal Australian Air Force gesichtet. Das Flugzeug, das sich auf einer U-Boot-Suchpatrouille befand, näherte sich dem Objekt und kehrte kurz darauf zur Mugford zurück, um zu signalisieren, dass es sich um hilfebedürftige Schiffbrüchige handelte.
Der Kapitän der Mugford, Commander Howard Grant Corey von der United States Navy, schickte die Sussex allein weiter und begann mit der Bergung der Überlebenden. Zum Zeitpunkt ihrer Rettung hatten sich die Überlebenden der Centaur in zwei große und drei kleinere Gruppen formiert, während einige wenige allein im Wasser trieben. An Bord der Mugford wurden Schützen postiert, um auf Haie zu schießen, falls dies erforderlich war. Andere Männer standen bereit, um notfalls ins Wasser zu springen und Überlebenden zu helfen. Das medizinische Personal der Mugford untersuchte jeden einzelnen von ihnen. Die Besatzung des Zerstörers erfuhr von den Überlebenden, dass sie von dem Hospitalschiff Centaur stammten.
Um 14.14 Uhr kontaktierte die Mugford den diensthabenden Navy-Kommandanten (Naval Officer-in-Charge) in Brisbane, Captain Edward Penry Thomas, und informierte ihn über die Versenkung der Centaur und die Bergung der Überlebenden. Die Rettungsaktion dauerte 80 Minuten, aber der Zerstörer suchte die Gegend noch bis nach Einbruch der Dunkelheit nach weiteren Überlebenden ab. Am Abend des 15. Mai brach die Mugford nach Brisbane auf, wo sie kurz vor Mitternacht eintraf. Weitere Bergungsversuche in den Gewässern vor North Stradbroke Island wurden am 16. Mai durch die USS Helm und vom 16. bis 21. Mai durch die HMAS Lithgow sowie vier Motortorpedoboote durchgeführt. Es wurden aber keine weiteren Überlebenden gefunden. Der Kommandant der Lithgow war Charles Theodore Graham Haultain, dessen Schwester, Cynthia Haultain, eine der Krankenschwestern war, die an Bord der Centaur ums Leben gekommen war. 
Unter den Geretteten waren der Lotse Richard Salt, der einzige Überlebende der 19 Ärzte an Bord der Centaur Lieut. Colonel Leslie McDonald Outridge und der Zweite Offizier Richard Gordon Rippon, der ranghöchste überlebende Offizier. Von den zwölf Krankenschwestern hatte als einzige die 30-jährige Ellen Savage überlebt. Sie hatte zum Zeitpunkt des Angriffs wie die meisten an Bord der Centaur geschlafen und traf an Deck zusammen mit ihrer Kabinennachbarin Myrtle Moston auf Lt. Colonel Clement P. Manson, den leitenden Offizier des medizinischen Personals. Er sagte ihnen „That’s right girlies, jump for it now“ (in etwa „Ok Mädels, springt jetzt“). Durch den Sog des sinkenden Schiffs geriet Savage in einen Mahlstrom aus Metall und Holz, wodurch sie sich die Nase und mehrere Rippen brach. Daneben trug sie Prellungen und ein gerissenes Trommelfell davon. Sie durchstieß die Oberfläche in einem Ölfilm und konnte sich an Trümmern festhalten. Während der 36 Stunden auf dem offenen Meer demonstrierte Savage großen Mut, sorgte für die Aufrechterhaltung der Moral und kümmerte sich trotz ihrer eigenen Verletzungen um andere Verwundete. Für diesen Verdienst wurde Ellen Savage am 22. August 1944 mit der George Medal ausgezeichnet.

## Das U-Boot
An Bord der Centaur hatte vor dem Angriff niemand das U-Boot gesehen, daher konnte es zunächst nicht identifiziert werden. Aufgrund der Position des Schiffs, der Entfernung zum Land und der Wassertiefe wurde angenommen, dass es sich um eines der japanischen U-Boote handeln musste, die zu dieser Zeit vor der australischen Küste operierten. Mehrere Überlebende gaben an, gehört zu haben, wie sich das U-Boot nach dem Angriff an der Oberfläche bewegte. Der Schiffskoch Francis Martin sagte zudem aus, das U-Boot nach dem Untergang gesehen zu haben, während er abseits der größeren Gruppen allein auf einer Lukenabdichtung trieb. Nachdem die Überlebenden der Centaur von der USS Mugford an Land gebracht worden waren, beschrieb Martin das U-Boot gegenüber der örtlichen Marineaufklärung (Naval Intelligence). Seine Beschreibung passte zum Typ Kadai VII der Kadai-Klasse von U-Booten der Kaiserlich Japanischen Marine.

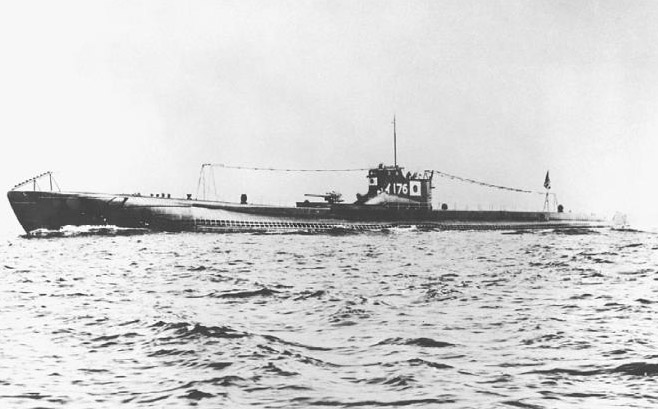
I-176, ein U-Boot des gleichen Typs wie I-177

Zum Zeitpunkt des Angriffs waren drei U-Boote dieses Typs in den Gewässern vor der australischen Küste aktiv: I-177 unter dem Kommando von Kaigun-Shōsa (Korvettenkapitän) Hajime Nakagawa, I-178 unter Kaigun-Shōsa Hidejiro Utsuki und I-180 unter Kaigun-Shōsa Toshio Kusaka. Keines der drei U-Boote überstand den Krieg. I-177 wurde am 3. Oktober 1944 von dem amerikanischen Geleitzerstörer Samuel S. Miles, I-178 am 25. August 1943 von dem amerikanischen Zerstörer Patterson und I-180 am 26. April 1944 von dem amerikanischen Geleitzerstörer Gilmore versenkt. Nakagawa und Kusaka wurden vor dem Verlust ihrer Einheiten auf andere U-Boote versetzt, während Utsuki bei der Versenkung von I-178 ums Leben kam.
Im Dezember 1943 wies die japanische Regierung in einer offiziellen Stellungnahme jede Verantwortung für die Versenkung der Centaur von sich. Auch in weiteren japanischen Dokumenten, die nach dem Krieg zur Verfügung standen, wurde jede Verantwortung abgelehnt. Obwohl die Versenkung ein Kriegsverbrechen darstellte, wurde niemand dafür verurteilt. Zwischen 1944 und 1948 fanden Untersuchungen statt, in deren Rahmen japanische U-Boot-Kommandanten, deren Vorgesetzte und andere Besatzungsmitglieder befragt wurden. Obwohl schon während der Untersuchungen der Verdacht auf das U-Boot I-177 und seinen Kommandanten Hajime Nakagawa fiel, konnte dessen Beteiligung nicht eindeutig nachgewiesen werden. Die Akte der Centaur wurde am 14. Dezember 1948 geschlossen, ohne dass jemand zur Rechenschaft gezogen worden war.
Der britische Navy-Offizier, Marinehistoriker und Autor George Hermon Gill (1895–1973) kam in seinem 1968 erschienenen Werk Royal Australian Navy, 1942–1945 zu dem Schluss, dass es sich bei dem U-Boot entweder um I-178 oder um I-180 gehandelt haben muss. Das erstere erschien wahrscheinlicher, da es von allen japanischen U-Booten am längsten in den australischen Gewässern operiert hatte. Nach offiziellen Angaben war I-178 jedoch im Zeitraum der Versenkung der Centaur für keine Todesfälle verantwortlich. Der deutsche Militärhistoriker Jürgen Rohwer behauptete in seiner Chronik des Seekrieges 1939–1945 (deutsche Erstausgabe 1968, englische Erstausgabe Chronology of the War at Sea, 1972), dass I-177 das gesuchte U-Boot war. Er berief sich dabei auf einen japanischen Bericht, aus dem hervorging, dass I-177 am 14. Mai 1943 ein Schiff in derselben Gegend versenkt hatte, in dem die Centaur untergegangen war. Kaigun-Shōshō (Konteradmiral) Kaneyoshi Sakamoto, der Rohwer den Bericht gezeigt hatte, gab in seinem Buch The History of Submarine Warfare (1979) an, dass I-177 für die Versenkung der Centaur verantwortlich war.
Als beglaubigtes Werk über die Geschichte der japanischen Kriegsmarine wurde Sakamotos Buch als offizielles Dokument angesehen und I-177 wurde als das U-Boot anerkannt, das die AHS Centaur versenkt hatte. Nachfolgende Werke griffen die Rolle von I-177 und Kommandant Nakawaga im Zusammenhang mit der Centaur auf. Nakawaga verweigerte bis an sein Lebensende jede Aussage über die Versenkung. Er verbrachte wegen anderer Kriegsverbrechen, darunter des Schießens auf Schiffbrüchige, vier Jahre im Gefängnis und starb 1991.

## Reaktionen
Die Medien wurden am 17. Mai 1943 über die Versenkung informiert. Gleichzeitig wurde ihnen aufgetragen, die Neuigkeit nicht zu verbreiten, bis die Nachricht am Mittag des 18. Mai vom Hauptquartier des Southwest Pacific Area und am folgenden Nachmittag von Premierminister John Curtin bekannt gemacht wurde. Die Neuigkeit von der Versenkung machte weltweit Schlagzeilen und kam auf die Titelseiten der Times in London, der New York Times in New York und der Gazette in Québec. In einigen Tagesblättern übertrumpfte das Geschehnis die von der No. 617 Squadron („Dam Busters“) durchgeführte Operation Chastise, die am 16./17. Mai 1943 stattfand.

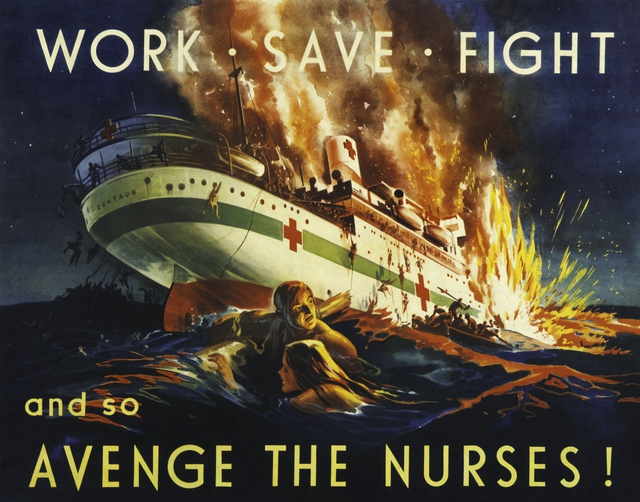
Ein australisches Propagandaplakat, das dazu aufruft, die Opfer der Centaur zu rächen

Die Versenkung des Hospitalschiffs Centaur hatte einen öffentlichen Aufschrei zur Folge. Als Missachtung der Haager Friedenskonferenzen und als Kriegsverbrechen wahrgenommen, zog der Zwischenfall heftige Reaktionen von Premierminister John Curtin, Oppositionsführer Arthur Fadden und General Douglas MacArthur nach sich. Die australischen Politiker instrumentalisierten die Versenkung und nutzten sie als Symbol dafür, wie entschieden Australien gegen einen „brutalen und kompromisslosen Feind“ kämpfen müsse. Es wurden Propagandaplakate gedruckt, die zum Kauf von Kriegsanleihen oder zum Eintritt in die Streitkräfte bewegen sollten. Es kam von mehreren Seiten, wie der Fluggesellschaft Ansett Australia und auch der Werft, die die Centaur in ein Hospitalschiff umgerüstet hatte, zu Geldspenden und Fonds, um einen Ersatz für die Centaur bereitstellen zu können.
Große Teile der Öffentlichkeit konnten zunächst nicht glauben, dass ein japanisches U-Boot tatsächlich ein unbewaffnetes Hospitalschiff versenkt hatte, daher kam direkt nach der Bekanntmachung des Vorfalls das Gerücht auf, das Schiff habe Munition oder Waffen transportiert. Die Japaner hätten dies gewusst und das Schiff aus diesem Grund versenkt. Das australische Militär ging davon aus, dass den Japanern vollkommen bewusst gewesen war, dass die Centaur ein Hospitalschiff war und dass sie es mit voller Absicht versenkten.
Am 29. Mai 1943 ging bei der japanischen Regierung eine offizielle Protestnote ein, die in Zusammenarbeit der australischen Regierung, dem Militär, der Admiralität und General McArthur ausgearbeitet worden war. Die Antwort erfolgte am 26. Dezember 1943. Japan gab an, dass keine Informationen bezüglich der gemachten Anschuldigungen vorlagen und wies daher jede Verantwortung von sich. Im Gegenzug wurde weiter angeführt, dass neun japanische Hospitalschiffe von den Alliierten angegriffen worden waren, auch wenn sich diese Behauptung gegen die Vereinigten Staaten und nicht gegen Australien richtete. Etwa zur selben Zeit schickte auch das International Committee of the Red Cross (ICRC) ein Protestschreiben an das Japanische Rote Kreuz. Zwar kam es danach noch zu weiterem schriftlichen Austausch, wegen des schleppenden Fortschrittes der Angelegenheit informierte die britische Regierung den australischen Premierminister Curtin aber am 14. November 1944, dass in Bezug auf die Centaur keine weitere Kommunikation erfolgen werde.

## Suche nach dem Wrack
Die ersten Suchaktionen bei North Stradbroke Island und der benachbarten Moretoninsel fanden bereits nach dem Ende des Zweiten Weltkriegs statt, brachten aber keine Ergebnisse. Die Position, die der überlebende Zweite Offizier Richard Rippon angegeben hatte, wurde von einigen Seiten angezweifelt. In den folgenden Jahren wurden weitere Vermutungen zur Lage des Wracks gemacht, die nicht zutrafen. 1995 entdeckte der Taucher Donald Dennis neun Seemeilen vor dem Leuchtturm der Moretoninsel ein Schiffswrack, das er der Centaur zuschrieb. Er behauptete, das Meeresmuseum von Queensland und das Australian War Memorial hätten die Identität des Wracks bestätigt. Aufgrund von Offizier Rippons genannter Position und der Stelle, an der die USS Mugford die Überlebenden der Centaur gefunden hatte, gab es jedoch über Jahre Zweifel an Dennis’ Behauptung.
Am 14. Mai 2002 untersuchten die beiden Wracktaucher Trevor Jackson und Simon Mitchell das betroffene Wrack. Sie hielten es für zu klein und glaubten eher, dass es sich um das Frachtschiff Kyogle handelte, welches am 12. Mai 1951 von der Royal Australian Air Force im Rahmen einer Bombenübung versenkt worden war. Es stellte sich heraus, dass nie jemand vom Marinemuseum vom Queensland Dennis’ Aufnahmen vom Wrack gesehen hatte. Die australische Navy entsandte drei Schiffe, die die Wrackstelle zwei Monate lang untersuchten, bevor sie erklärte, dass es sich nicht um die Centaur handele.
Nachdem im Frühjahr 2008 das Wrack der Sydney 67 Jahre nach seiner Versenkung gefunden worden war, wurden Stimmen laut, die eine erneute umfangreiche Suche nach der Centaur forderten. Bis Ende des Jahres 2008 wurde durch die australische Staatsregierung und die Bundesregierung von Queensland ein entsprechendes Komitee zusammengestellt. Beide Parteien stellten je zwei Millionen australische Dollar zur Verfügung. Die Suche wurde von dem US-amerikanischen Ozeanografen David Mearns geleitet und an Bord des Schiffs Seahorse Spirit durchgeführt, das von den Defence Maritime Services zur Verfügung gestellt wurde.
Zwischen dem 15. und 18. Dezember 2009 wurden per Sonar insgesamt sechs Objekte geortet, die von der Größe her in Frage kamen. Am 20. Dezember 2009 bestätigte Mearns, das Wrack der Centaur gefunden zu haben. Es liegt 35 Seemeilen östlich der Moretoninsel auf Position 27° 16′ 59″ S, 153° 59′ 13″ O in 2059 Metern Tiefe. Die Position weicht nur eine Seemeile von der Angabe des Zweiten Offiziers Richard Rippon ab. Zwischen dem 10. und 12. Januar 2010 wurden vier Tauchgänge zum Wrack unternommen, um es fotografisch und filmisch zu dokumentieren. Beim letzten dieser Tauchgänge wurde auf dem Vorderdeck eine Gedenkplakette angebracht. Das Wrack wurde inzwischen zum Kriegsgrab erklärt und untersteht dem Schutz des Historic Shipwrecks Act von 1986.

## Gedenken
1948 gründeten Krankenschwestern aus Queensland in Brisbane den Centaur Memorial Fund for Nurses. Mit dem Geld, das dadurch zusammenkam, wurde der Bau des Centaur House finanziert, einer Unterbringung und ein Treffpunkt für Krankenschwestern. Das Centaur House existiert heute nicht mehr, der Centaur Memorial Fund for Nurses aber nach wie vor.
Am 15. September 1968 wurde in Caloundra ein Steingrab enthüllt, das die örtliche Niederlassung des Rotary International Club gesponsert hatte. 1990 wurde im Concord Repatriation General Hospital in Sydney ein Glasfenster eingebaut, das die Centaur zeigt und die Namen der Toten auflistet. Im Australian War Memorial gab es außerdem ein Schaubild, das ein von der Blue Funnel Line präsentiertes Modell des Schiffs und Beiträge von Überlebenden enthielt, darunter eine Schwimmweste, eine Leuchtrakete und einen Verbandkasten. 1992 wurde es entfernt, um Platz für ein Schaubild für den Vietnamkrieg zu machen.
Am 14. Mai 1993 wurde zum 50. Jahrestag des Untergangs in Coolangatta, einem Vorort von Gold Coast, durch Senator John Faulkner ein Denkmal enthüllt. Es besteht aus einem großen Stein, der von einer Pyramide gekrönt wird und von Plaketten umgeben ist, die an die Centaur und andere Schiffe erinnern, die die australische Handelsmarine und die Royal Australian Navy im Zweiten Weltkrieg verlor.